# Об'єкт 704
ІСУ-152 зразка 1945 року (індекс ГБТУ: Об'єкт 704; також відома як Кіровець-2) — радянська експериментальна важка самохідна артилерійська установка (САУ) періоду Другої світової війни. Установку було розроблено як заміну ІСУ-152 на шасі важкого танка ІС-3.

## Історія
САУ розроблено конструкторським бюро дослідного заводу №100 у 1945 році під керівництвом Жозефа Котіна, головного конструктора радянських важких танків та САУ того часу. На відміну від інших дослідних самохідок, як ІСУ-152-1 та ІСУ-152-2, які були лише нестандартно переозброєними серійними машинами, ІСУ-152 зразка 1945 року була зовсім новою конструкцією. Прийняття на озброєння важкого танка ІС-3 поставило перед конструкторами дослідного заводу №100 завдання щодо створення відповідної САУ на його базі. Оскільки ІС-3 був кардинально переробленим ІС-2 з погляду бронезахисту, САУ на його базі також проєктувалась як аналог серійних ІСУ-152 на базі ІС-2 з покращеним бронюванням.
Посилення захисту було досягнуто як шляхом збільшення товщини бронювання, так і розміщення його під вигіднішими кутами для протидії бронебійній дії снарядів. Розробники бронекорпусу успішно впоралися з поставленим завданням: лоб установки був суцільною катаною бронеплитою товщиною 120 мм, нахиленою під кутом 50° до вертикалі. Для порівняння, у серійної ІСУ-152 лобові бронедеталі мали товщину 90 мм та кут нахилу 30° до вертикалі. Бронювання маски гармати довели до 160 мм, а разом із бронекожухом противідкатних пристроїв сумарна максимальна товщина бронювання зброї досягала 320 мм. За рахунок перекомпонування бойового відділення загальна маса САУ зросла лише на 1,3 тонни в порівнянні з серійною ІСУ-152. Для важкої САУ ІСУ-152 зразка 1945 мала рекордно низьку загальну висоту машини — 2240 мм. Серед усіх дослідних і серійних радянських САУ часів Другої світової ІСУ-152 зразка 1945 року мала найкращий захист.
Конструкторське бюро Федора Петрова для нової САУ розробило нову модифікацію гаубиці-гармати МЛ-20СМ, ідея створення якої висувалась ще в 1943 році. Найбільш важливою її відмінністю від серійних МЛ-20С була відсутність дульного гальма, який унеможливлював ведення вогню з гармати за наявності десанту на броні самохідки.
Проте прагнення отримати максимальну захищеність при фіксованих габаритах і масі обернулося цілком очікуваним недоліком — стисненим бойовим відділенням. Відмова від дульного гальма у конструкції зброї призвела до збільшення його довжини відкату до 900 мм, а вигідні кути нахилу лобового бронювання вимагали перенести робоче місце механіка-водія у ліву верхню частину бойового відділення. Проведені полігонні випробування показали, що таке його розташування призводить до зменшення огляду та підвищеної стомлюваності механіка-водія через великі амплітуд коливань бронекорпусу при русі САУ по нерівній поверхні. Як результат, ІСУ-152 зразка 1945 року не приймалась на озброєння РСЧА й серійно не вироблялася. Єдиний випущений дослідний зразок цієї самохідки зараз експонується в Бронетанковому музеї в Кубинці.

## Опис конструкції
ІСУ-152 зразка 1945 року мала те саму компонування, що й серійні радянські САУ того часу (за винятком СУ-76). Повністю броньований корпус було поділено на дві частини. Екіпаж, гармата та боєзапас розміщувалися попереду в броньовій рубці, яка поєднувала бойове відділення та відділення керування. Двигун та трансмісія були встановлені в кормі машини.

### Броньовий корпус та рубка
Броньовий корпус самохідної установки зварювався з катаних броньових плит товщиною 120, 90, 60, 30 та 20 мм. Броньовий захист диференційований, протиснарядний. Броневі плити рубки та корпусу встановлювалися під раціональними кутами нахилу. Противідкотні пристрої гармати були захищені нерухомим литим броньовим кожухом і рухомою литою маскою, кожна з цих деталей мала товщину до 160 мм в частинах, найбільш схильних до ворожого вогню.
Три члени екіпажу розташовувалися ліворуч від гармати: попереду механік-водій, потім навідник, і ззаду заряджальник. Командир машини та замковий знаходилися праворуч від гармати. Посадка та вихід екіпажу проводилися через чотири люки на даху рубки. Круглий люк зліва від гармати також використовувався для виведення назовні подовжувача панорамного прицілу. Корпус також мав люк у днищі для аварійного залишення екіпажем самохідки і ряд дрібних лючків для навантаження боєкомплекту, доступу до горловини паливних баків, інших вузлів і агрегатів машини.

### Озброєння
Основним озброєнням ІСУ-152 зразка 1945 року була гаубиця-гармата МЛ-20СМ калібру 152,4 мм із поршневим затвором. Балістика снарядів, була аналогічна МЛ-20. З гарматою був спарений великокаліберний кулемет ДШК калібру 12,7 мм. Спарена установка монтувалася у рамці на лобовій бронеплиті рубки по осьовій лінії машини. Її вертикальні кути наведення становили від −1°45′ до +18°, горизонтальне наведення обмежувалося сектором 11°. Дальність прямого пострілу за метою висотою 2,5-3 м становила 800-1000 м, дальність пострілу прямим наведенням - 3,8 км, найбільша дальність стрільби — близько 13 км. Постріл проводився за допомогою електричного або ручного механічного спуску, практична скорострільність складала 1—2 постріли на хвилину.
Боєкомплект для гармати складав 20 пострілів роздільного заряджання. Снаряди укладалися вздовж обох бортів рубки, заряди — там же, а також на днищі бойового відділення та на задній стінці рубки.
Для захисту від нападу з повітря САУ оснащувалась великокаліберним кулеметом ДШК з коліматорним прицілом К-10Т в турелі над люком заряджальника. Боєкомплект до спареного та зенітного кулеметів становив 300 набоїв.
Для самооборони екіпаж мав два пістолети-кулемети ППШ або ППС і кілька ручних гранат Ф-1.

### Двигун
ІСУ-152 зразка 1945 року оснащувалась чотиритактним V-подібним 12-циліндровим дизельним двигуном В-2-ІС потужністю 520 к.с. (382 кВт). Пуск двигуна забезпечувався електричним стартером СТ-700 потужністю 15 к.с. (11 кВт) або стисненим повітрям із двох резервуарів місткістю 10 л у бойовому відділенні машини. Дизель В-2-ІС комплектувався паливним насосом високого тиску НК-1 із всережимним регулятором РНК-1 та коректором подачі палива. Для очищення повітря, що надходить у двигун, використовувався фільтр типу мультициклон. Також у моторно-трансмісійному відділенні встановлювався термосифонний підігрівач для полегшення пуску двигуна в холодну пору року та обігріву бойового відділення машини. ІСУ-152 зразка 1945 року мала три паливні баки, два з яких розташовувалися в бойовому відділенні, і один — у моторно-трансмісійному. Загальна ємність внутрішніх паливних баків становила 540 л. Самохідка також оснащувалась двома зовнішніми додатковими паливними баками (кожен по 90 л), не пов'язаними з паливною системою двигуна.

### Трансмісія
ІСУ-152 зразка 1945 року оснащувалась механічною трансмісією, до складу якої входили:
- багатодисковий головний фрикціон сухого тертя «сталі по феродо»;
- чотириступінчаста коробка передач з демультиплікатором (8 передач вперед та 2 назад);
- два бортові двоступінчасті планетарні механізми повороту з багатодисковим блокувальним фрикціоном сухого тертя «сталь по сталі» і стрічковими гальмами;
- два дворядні комбіновані бортові редуктори.

### Ходова частина
Підвіска у ІСУ-152 зразка 1945 року індивідуальна торсіонна для кожного з 6 двосхилих опорних котків малого діаметра по кожному борту. Навпроти кожного опорного котка до бронекорпусу приварювалися обмежувачі ходу балансирів підвіски. Тягові котки зі знімними зубчастими вінцями цівкового зачеплення розташовувалися ззаду, а лінивці були ідентичні опорним каткам. Верхня гілка гусениці підтримувалась трьома малими цільнолитими підтримувальними котками по кожному борту. Механізм натягу гусениці — гвинтовий; кожна гусениця складалася з 86 одногребневих траків шириною 650 мм.

### Електричне устаткування
Електропроводка в САУ ІСУ-152 зразка 1945 року була однодротовою, другим дротом служив бронекорпус машини. Джерелами електроенергії (робоча напруга 12 і 24 В) були генератор Г-73 з реле-регулятором РРТ-24 потужністю 1,5 кВт і чотири послідовно з'єднані акумуляторні батареї марки 6-СТЕ-128 загальною ємністю 256 А·год. Споживачі електроенергії включали:
- зовнішнє та внутрішнє освітлення машини, прилади підсвічування прицілів та шкал вимірювальних приладів;
- зовнішній звуковий сигнал та ланцюг сигналізації від десанту до екіпажу машини;
- контрольно-вимірювальні прилади (амперметр та вольтметр);
- електроспуск гармати;
- засоби зв'язку: радіостанція, цілевказівник і танковий перемовний пристрій;
- електрика моторної групи: електродвигун інерційного стартера, бобини свічок зимового пуску двигуна і т.д.

### Засоби спостереження та приціли
Усі люки для входу та висадки екіпажу мали перископічні прилади Mk IV для спостереження за навколишнім середовищем зсередини машини (всього 4 одиниці), ще кілька таких приладів встановлювалося в даху рубки. Механік-водій вів спостереження через спеціальний перископічний прилад у даху рубки.
Для ведення вогню самохідка оснащувалась двома гарматними прицілами: телескопічним ТШ-17К для стрільби прямим наведенням і панорамою Герца для стрільби з закритих позицій. Телескопічний приціл ТШ-17К був градуйований на прицільну стрільбу на відстані до 1500 м. Проте дальність пострілу 152-мм гаубиці-гармати становила до 13 км, і для стрільби на відстанях понад 1500 м (як прямим наведенням) доводилося використовувати другий панорамний приціл. Для забезпечення огляду через лівий верхній круглий люк у даху рубки панорамний приціл комплектувався спеціальним подовжувачем. Для забезпечення можливості ведення вогню у темну пору доби шкали прицілів мали прилади підсвічування.

### Засоби зв'язку
Засоби зв'язку включали радіостанцію 10РК-26 і переговорний пристрій ТПУ-4-БісФ на 4 абоненти. Для зручнішого цілевказання командир самохідки мав спеціальну односторонню світлосигнальну систему зв'язку з механіком-водієм.
Радіостанція 10РК-26 являла собою комплект з передавача, приймача та умформерів (одноякірних мотор-генераторів) для їх живлення, що приєднувались до бортової електромережі напругою 24 В.
10РК-26 з технічної точки зору була симплексною ламповою короткохвильовою радіостанцією, що працює в діапазоні частот від 3,75 до 6 МГц (відповідно до довжини хвиль від 50 до 80 м). На стоянці дальність зв'язку в телефонному (голосовому) режимі сягала 20—25 км, у русі вона дещо зменшувалася. Велику дальність зв'язку можна було отримати у телеграфному режимі, коли інформація передавалася телеграфним ключем азбукою Морзе чи іншою дискретною системою кодування. Стабілізація частоти здійснювалася знімним кварцовим резонатором. Було також плавне підстроювання частоти. 10РК-26 дозволяла одночасно вести зв'язок на двох фіксованих частотах (зі згаданою вище можливістю плавного підстроювання); для їхньої зміни використовувався інший кварцовий резонатор з 8 пар у комплекті радіостанції.
Танковий переговорний пристрій ТПУ-4-БісФ дозволяв вести переговори між членами екіпажу САУ навіть у сильно зашумленій обстановці та підключати шоломофонну гарнітуру (головні телефони та ларингофони) до радіостанції для зовнішнього зв'язку.